# Siläng
Siläng, även kallad lokalt utslåtter med den dominerande utformningen som översilningsäng, är en slåttermark, som periodiskt översköljs med vatten på konstgjord väg för att bättre skördar skall erhållas, då slåttern kan ske varje år och inte kanske bara vart tredje som innan översilningen påbörjades. Grundförutsättningarna är att slåtterytan ligger i närheten och oftast nedströms en sjö, bäck eller å och har en sådan lutning att jämn bevattning kan ske och att dräneringsförhållandena är så goda att eventuellt överskottsvatten kan föras bort.

## Utformning
Vanligast var att en kanal eller ett dike grävdes uppströms myrmarken från vattendraget så att vatten med enkla fördämningar kunde dämmas upp och ledas genom grävda smådiken, silfåror, och fördelas över en så stor del av ängen som möjligt, så att ett jämnt och rörligt ytvattenskikt erhölls. Detta var grunden för en översilningsäng, som var den vanligaste typen av silängar.
I och med att rörligt vatten tillförs ängen får marken och växterna mer syre så nedbrytningshastigheten i det översta markskiktet ökar och näringsämnen frigörs, som blir tillgängliga för växterna. Den ökade syresättningen av vattnet medför att rotandningen ökar och att växternas förmåga att ta upp näringsämnen tilltar så deras näringsomsättningen kommer igång och att tätare och större skördar kan tas.

## Tidpunkt
Silängen täcktes med från huvudvattendraget avlett vatten när snön smält undan och vattennivån börjat återgå till det normala efter vårfloden, vilket vanligtvis var under senare halvan av maj eller början av juni. Det var viktigt att det silande vattnet var jämnt fördelat och inte för strömt. Vattnet fick sedan leka över ängen fram till en eller två veckor före den planerade slåttern då det fick återgå till huvudfåran, så att slåttern skedde under början av augusti.

### Vinteröversilning
I delar av Norrland lät man åter igen dämma ut vatten över ängen under hösten och låta det stå kvar över vintern fram till snösmältningen kommande vår, så kallad vinteröversilning. Den bildade isskorpan och det ovanpå liggande snötäcket hindrade tjälen från att tränga djupt ner i marken så svaga rötter skyddades och därigenom fick tillväxten en snabbare start på våren. Vid vårfloden ryckte isen med sig mossa, ris och buskar som frusit fast och beredde därmed större utrymme för starr- och grästillväxt. På några år kunde mosstäcket på så sätt i det närmaste utplånas.

## Växtlighet
De för slåttern mest eftertraktade foderväxterna var olika högväxande starrarter som flaskstarr (Carex rostrata), blåsstarr (C. vesicaria) och trådstarr (C. lasiocarpa). Därutöver hade ängarna en förhållandevis riklig örtflora medan sly och buskar bekämpades genom rotuppryckning och att eventuella kvarvarande höggs av utefter isytan under vintertid.

## Historik
Under 1840-talet uppmärksammade hushållningssällskapen i norrlandslänen att vattenöversilning var en bättre metod än dammängar för att förbättra foderproduktionen på myr- och betesmarker. Agronomer och jordbrukstekniker skickades därför ut på landsbygden för att undervisa om bevattningens fördelar och metoder. Silängsbruket fick en kraftig spridning i norrlandslänen fram till 1870-talet, men avtog därefter successivt, eventuellt beroende på ökat intresse för uppodling av myrmarker till riktig åker samt introduktionen av konstgödsel.
I de inre delarna av Norrland där myrarna var enda källan till höskörd kunde myrängarna vara förutsättningen för att överleva och det var i dessa områden som bevattningsrutinerna fanns kvar längst. Under 1930- och 1940-talen övergavs de flesta av de återstående silängarna och endast några enstaka hävdades så sent som till slutet av 1960-talet. En av dessa var Lillsjöslåttern, som yrkesmässigt upphörde brukas 1967.